# Grégoire Blanc
Grégoire Blanc est un musicien français né le 3 décembre 1996 à Paris. Il est l'un des principaux représentants du thérémine et de la scie musicale sur la scène internationale,.

## Biographie
Né à Paris en 1996, son parcours musical commence avec le violoncelle dès l'âge de quatre ans. C'est à l'occasion d'un cours de physique au lycée qu'il découvre le thérémine, instrument pour lequel naît une véritable passion. Encouragé à développer une technique de jeu par sa professeure de violoncelle au conservatoire d’Issy-les-Moulineaux, il publie quelques vidéos sur la plateforme YouTube qui attirent l’attention d’un large public. En 2013, une vidéo dans laquelle il interprète le Clair de Lune de Claude Debussy récolte près de 5 millions de vues,. Autodidacte, il forge son style au fil des projets. La rencontre de théréministes de renom, en particulier Carolina Eyck et Lydia Kavina, lui permettra d’aller plus loin.
En 2015, il intègre l'École nationale supérieure d'arts et métiers, dont il sort diplômé en 2018. En 2019, son master de recherche en acoustique musicale à l’IRCAM obtenu, il décide de se consacrer entièrement à sa carrière musicale,. Il se produit régulièrement en France et à l'étranger,,. En 2020, il participe au développement d'un nouveau modèle de thérémine avec Moog Music afin de célébrer le centenaire de l'instrument,.
En février 2022, sort un premier album, regroupant les œuvres originales pour thérémine et piano du compositeur canadien Aleks Schürmer : "À ses derniers pas, entrant dans la boue", sur le label du Centre de musique canadienne, Centrediques.
Au-delà de son travail d'interprète, il compose, avec un instrumentarium atypique. En 2023, il réalise la bande originale d'un premier long-métrage : "Croma Kid" (Pablo Chea, République Dominicaine).

## Style musical
Bien qu'il ait reçu une formation classique, Blanc aborde différents genres de musique. Il a par ailleurs affirmé vouloir «s’évader un peu du répertoire classique»,,.
Engagé pour la reconnaissance du thérémine comme instrument de musique sérieux, c'est selon lui «L’un de ceux que l’on range trop facilement dans la catégorie “cabinet de curiosités”, mais qui offre un potentiel d’expression et une dimension poétique uniques».
Il anime régulièrement des conférences autour du thérémine et de la musique électronique, pour faire découvrir son approche.
Sur sa pratique du thérémine, il affirme que «la hauteur n'est pas le plus difficile à maîtriser avec une bonne oreille. Cependant, façonner le volume avec l’antenne gauche et gérer l’articulation entre les notes est un défi». «En soi, le son émis est extrêmement pur, il n'y a absolument aucune vie dedans. Tout l'enjeu va être de donner de l’articulation et du phrasé à ce son électronique.»

## Discographie

### Albums
- New York Theremin Society - Theremin 100 (2020)[21]
- Aleks Schürmer - À ses derniers pas, entrant dans la boue (2022)[12]

### Musiques de films
Source : Internet Movie Database,,
- Croma Kid (2023), Long-métrage, Pablo Chea (Réalisateur)
- En Movimiento (2023), Documentaire, Andrés Curbelo (Réalisateur)